# Sinularia paulae
Sinularia paulae är en korallart som beskrevs av Benayahu 1998. Sinularia paulae ingår i släktet Sinularia och familjen läderkoraller. Inga underarter finns listade i Catalogue of Life.